# На дъното
Вижте пояснителната страница за други значения на На дъното.
„На дъното“ (на руски: На дне) е драма от 1902 година на руския писател Максим Горки.
Пиесата е написана през зимата на 1901 и пролетта на 1902 година. Поставена е през декември 1902 година в Московския художествен театър под режисурата на Владимир Немирович-Данченко и Константин Станиславски, който изпълнява и една от главните роли. Сюжетът е фокусиран върху живота на група бедняци в руски приют и се превръща в едно от знаковите произведения на руския социален реализъм.